# Günther Beckstein

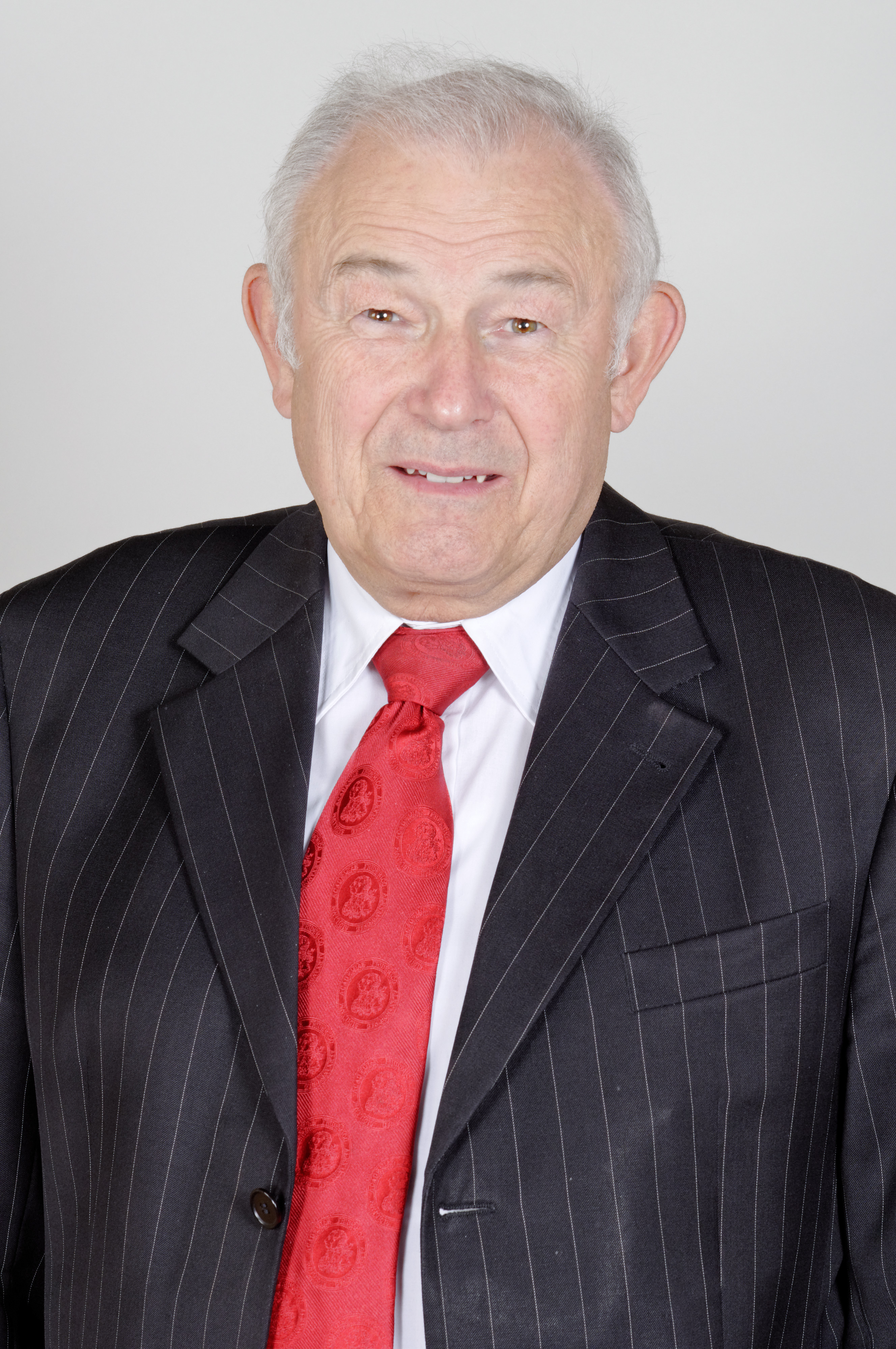
Günther Beckstein (2012)

Günther Beckstein (Hersbruck, 23 november 1943) is een Duitse jurist en politicus van de CSU. Hij staat bekend als een man van de harde lijn. Van oktober 2007 tot oktober 2008 was hij premier van Beieren.

## Loopbaan
Beckstein studeerde en promoveerde in de rechten. Van 1971 tot 1988 had hij een advocatenkantoor. In 1974 kwam hij in de Beierse Landdag terecht, het deelstaatparlement van Beieren. In 1987 deed hij een vergeefse gooi naar het burgemeesterschap van Neurenberg. Van 1988 tot 1993 was hij staatssecretaris van binnenlandse zaken van Beieren. Dankzij de in 1993 minister-president van Beieren geworden Edmund Stoiber werd hij minister op datzelfde departement. Vanaf 2001 was hij ook plaatsvervangend minister-president. In 2005 zat hij eveneens kortstondig in de Bondsdag.
Beckstein bleef minister tot 2007 toen hij op 9 oktober van dat jaar Stoiber als premier opvolgde. Op 1 oktober 2008 legde hij het premierschap alweer neer vanwege de voor de CSU slecht verlopen verkiezingen van 28 september, waarbij zij op 43,4 procent van de stemmen was uitgekomen en voor het eerst sinds 1962 niet meer over de meerderheid in het deelstaatparlement kan beschikken. Door dit negatieve gebeuren had de basis van de partij in hem en de andere leden van de partijtop het vertrouwen verloren en hadden lokale partijfunctionarissen zijn vertrek verlangd. Partijleider Erwin Huber stapte op 30 september reeds op.
Beckstein bleef tot 27 oktober in functie. Op die datum werd partijgenoot Horst Seehofer door de Beierse Landdag tot premier van Beieren verkozen.

## Kerkelijke gezindte
De lutherse Beckstein komt uit het Frankische deel van Beieren (om precies te zijn Middel-Franken), waar in tegenstelling tot de rest van het katholieke Beieren veel protestanten wonen.